# 82e Golden Globe Awards
De 82e Golden Globe Awards werden op 5 januari 2025 uitgereikt in het Beverly Hilton Hotel in Beverly Hills. De prijsuitreiking bekroont het beste in film en televisie van 2024. De nominaties werden op 9 december 2024 bekendgemaakt door acteurs Mindy Kaling en Morris Chestnut.

## Film – winnaars en genomineerden
De winnaars staan bovenaan in vet lettertype.

### Beste film – drama
- The Brutalist
  - A Complete Unknown
  - Conclave
  - Dune: Part Two
  - Nickel Boys
  - September 5

### Beste film – musical of komedie
- Emilia Pérez
  - Anora
  - Challengers
  - A Real Pain
  - The Substance
  - Wicked

### Beste regisseur
- Brady Corbet – The Brutalist
  - Jacques Audiard – Emilia Pérez
  - Sean Baker – Anora
  - Edward Berger – Conclave
  - Coralie Fargeat – The Substance
  - Payal Kapadia – All We Imagine as Light

### Beste acteur in een film – drama
- Adrien Brody – The Brutalist
  - Timothée Chalamet – A Complete Unknown
  - Daniel Craig – Queer
  - Colman Domingo – Sing Sing
  - Ralph Fiennes – Conclave
  - Sebastian Stan – The Apprentice

### Beste actrice in een film – drama
- Fernanda Torres – I'm Still Here
  - Pamela Anderson – The Last Showgirl
  - Angelina Jolie – Maria
  - Nicole Kidman – Babygirl
  - Tilda Swinton – The Room Next Door
  - Kate Winslet – Lee

### Beste acteur in een film – musical of komedie
- Sebastian Stan – A Different Man
  - Jesse Eisenberg – A Real Pain
  - Hugh Grant – Heretic
  - Gabriel LaBelle – Saturday Night
  - Jesse Plemons – Kinds of Kindness
  - Glen Powell – Hit Man

### Beste actrice in een film – musical of komedie
- Demi Moore – The Substance
  - Amy Adams – Nightbitch
  - Cynthia Erivo – Wicked
  - Karla Sofía Gascón – Emilia Pérez
  - Mikey Madison – Anora
  - Zendaya – Challengers

### Beste mannelijke bijrol in een film
- Kieran Culkin – A Real Pain
  - Yura Borisov – Anora
  - Edward Norton – A Complete Unknown
  - Guy Pearce – The Brutalist
  - Jeremy Strong – The Apprentice
  - Denzel Washington – Gladiator II

### Beste vrouwelijke bijrol in een film
- Zoe Saldaña – Emilia Pérez
  - Selena Gomez – Emilia Pérez
  - Ariana Grande – Wicked
  - Felicity Jones – The Brutalist
  - Margaret Qualley – The Substance
  - Isabella Rossellini – Conclave

### Beste script
- Peter Straughan – Conclave
  - Jacques Audiard – Emilia Pérez
  - Sean Baker – Anora
  - Brady Corbet en Mona Fastvold – The Brutalist
  - Jesse Eisenberg – A Real Pain
  - Coralie Fargeat – The Substance

### Beste filmmuziek
- Trent Reznor en Atticus Ross – Challengers
  - Volker Bertelmann – Conclave
  - Daniel Blumberg – The Brutalist
  - Kris Bowers – The Wild Robot
  - Clément Ducol en Camille – Emilia Pérez
  - Hans Zimmer – Dune: Part Two

### Beste nummer
- "El Mal" (Clément Ducol en Camille) – Emilia Pérez
  - "Beautiful That Way" (Andrew Wyatt, Miley Cyrus en Lykke Zachrisson) – The Last Showgirl
  - "Compress / Repress" (Trent Reznor, Atticus Ross en Luca Guadagnino) – Challengers
  - "Forbidden Road" (Robbie Williams, Freddy Wexler en Sacha Skarbek) – Better Man
  - "Kiss the Sky" (Jordan K. Johnson, Stefan Johnson, Maren Morris, Michael Pollack en Ali Tamposi) – The Wild Robot
  - "Mi Camino" (Clément Ducol en Camille) – Emilia Pérez

### Beste film – niet-Engelstalig
- Emilia Pérez (Frankrijk)
  - All We Imagine as Light (Frankrijk, India, Luxemburg, Nederland)
  - The Girl With the Needle (Polen, Zweden, Denemarken)
  - I'm Still Here (Brazilië)
  - The Seed of the Sacred Fig (Duitsland, Frankrijk, Iran)
  - Vermiglio (Italië)

### Beste film – animatie
- Flow
  - Inside Out 2
  - Memoir of a Snail
  - Moana 2
  - Wallace & Gromit: Vengeance Most Fowl
  - The Wild Robot

### "Cinematic and Box Office Achievement"
- Wicked
  - Alien: Romulus
  - Beetlejuice Beetlejuice
  - Deadpool & Wolverine
  - Gladiator II
  - Inside Out 2
  - The Wild Robot
  - Twisters

### Films met meerdere nominaties
De volgende films ontvingen meerdere nominaties:
| Nominaties | Film                    | Awards |
| ---------- | ----------------------- | ------ |
| 10         | Emilia Pérez            | 4      |
| 7          | The Brutalist           | 3      |
| 6          | Conclave                | 1      |
| 5          | Anora                   |        |
| 5          | The Substance           | 1      |
| 4          | Challengers             | 1      |
| 4          | A Real Pain             | 1      |
| 4          | Wicked                  | 1      |
| 4          | The Wild Robot          |        |
| 3          | A Complete Unknown      |        |
| 2          | All We Imagine as Light |        |
| 2          | The Apprentice          |        |
| 2          | Dune: Part Two          |        |
| 2          | Gladiator II            |        |
| 2          | I'm Still Here          | 1      |
| 2          | Inside Out 2            |        |
| 2          | The Last Showgirl       |        |

## Televisie – winnaars en genomineerden
De winnaars staan bovenaan in vet lettertype.

### Beste dramaserie
- Shōgun
  - The Day of the Jackal
  - The Diplomat
  - Mr. & Mrs. Smith
  - Slow Horses
  - Squid Game

### Beste komische of muzikale serie
- Hacks
  - Abbott Elementary
  - The Bear
  - The Gentlemen
  - Nobody Wants This
  - Only Murders in the Building

### Beste miniserie of televisiefilm
- Baby Reindeer
  - Disclaimer
  - Monsters: The Lyle and Erik Menendez Story
  - The Penguin
  - Ripley
  - True Detective: Night Country

### Beste acteur in een dramaserie
- Hiroyuki Sanada – Shōgun
  - Donald Glover – Mr. & Mrs. Smith
  - Jake Gyllenhaal – Presumed Innocent
  - Gary Oldman – Slow Horses
  - Eddie Redmayne – The Day of the Jackal
  - Billy Bob Thornton – Landman

### Beste actrice in een dramaserie
- Anna Sawai – Shōgun
  - Kathy Bates – Matlock
  - Emma D'Arcy – House of the Dragon
  - Maya Erskine – Mr. & Mrs. Smith
  - Keira Knightley – Black Doves
  - Keri Russell – The Diplomat

### Beste acteur in een komische of muzikale serie
- Jeremy Allen White – The Bear
  - Adam Brody – Nobody Wants This
  - Ted Danson – A Man on the Inside
  - Steve Martin – Only Murders in the Building
  - Jason Segel – Shrinking
  - Martin Short – Only Murders in the Building

### Beste actrice in een komische of muzikale serie
- Jean Smart – Hacks
  - Kristen Bell – Nobody Wants This
  - Quinta Brunson – Abbott Elementary
  - Ayo Edebiri – The Bear
  - Selena Gomez – Only Murders in the Building
  - Kathryn Hahn – Agatha All Along

### Beste acteur in een televisiefilm of miniserie
- Colin Farrell – The Penguin
  - Richard Gadd – Baby Reindeer
  - Kevin Kline – Disclaimer
  - Cooper Koch – Monsters: The Lyle and Erik Menendez Story
  - Ewan McGregor – A Gentleman in Moscow
  - Andrew Scott – Ripley

### Beste actrice in een televisiefilm of miniserie
- Jodie Foster – True Detective: Night Country
  - Cate Blanchett – Disclaimer
  - Cristin Milioti – The Penguin
  - Sofía Vergara – Griselda
  - Naomi Watts – Feud: Capote vs. The Swans
  - Kate Winslet – The Regime

### Beste mannelijke bijrol op televisie
- Tadanobu Asano – Shōgun
  - Javier Bardem – Monsters: The Lyle and Erik Menendez Story
  - Harrison Ford – Shrinking
  - Jack Lowden – Slow Horses
  - Diego Luna – La Máquina
  - Ebon Moss-Bachrach – The Bear

### Beste vrouwelijke bijrol op televisie
- Jessica Gunning – Baby Reindeer
  - Liza Colón-Zayas – The Bear
  - Hannah Einbinder – Hacks
  - Dakota Fanning – Ripley
  - Allison Janney – The Diplomat
  - Kali Reis – True Detective: Night Country

### Best stand-upcomedy op televisie
- Ali Wong: Single Lady
  - Jamie Foxx: What Had Happened Was
  - Nikki Glaser: Someday You'll Die
  - Seth Meyers: Dad Man Walking
  - Adam Sandler: Love You
  - Ramy Youssef: More Feelings

### Series met meerdere nominaties
De volgende series ontvingen meerdere nominaties:
| Nominaties | Serie                                      | Awards |
| ---------- | ------------------------------------------ | ------ |
| 5          | The Bear                                   | 1      |
| 4          | Only Murders in the Building               |        |
| 4          | Shōgun                                     | 4      |
| 3          | Baby Reindeer                              | 2      |
| 3          | The Diplomat                               |        |
| 3          | Disclaimer                                 |        |
| 3          | Hacks                                      | 2      |
| 3          | Monsters: The Lyle and Erik Menendez Story |        |
| 3          | Mr. & Mrs. Smith                           |        |
| 3          | Nobody Wants This                          |        |
| 3          | The Penguin                                | 1      |
| 3          | Ripley                                     |        |
| 3          | Slow Horses                                |        |
| 3          | True Detective: Night Country              | 1      |
| 2          | Abbott Elementary                          |        |
| 2          | The Day of the Jackal                      |        |
| 2          | Shrinking                                  |        |

## Cecil B. DeMille Award
- Viola Davis[3]

## Carol Burnett Award
- Ted Danson[4]